# St. Peter und Paul (Grünwald)

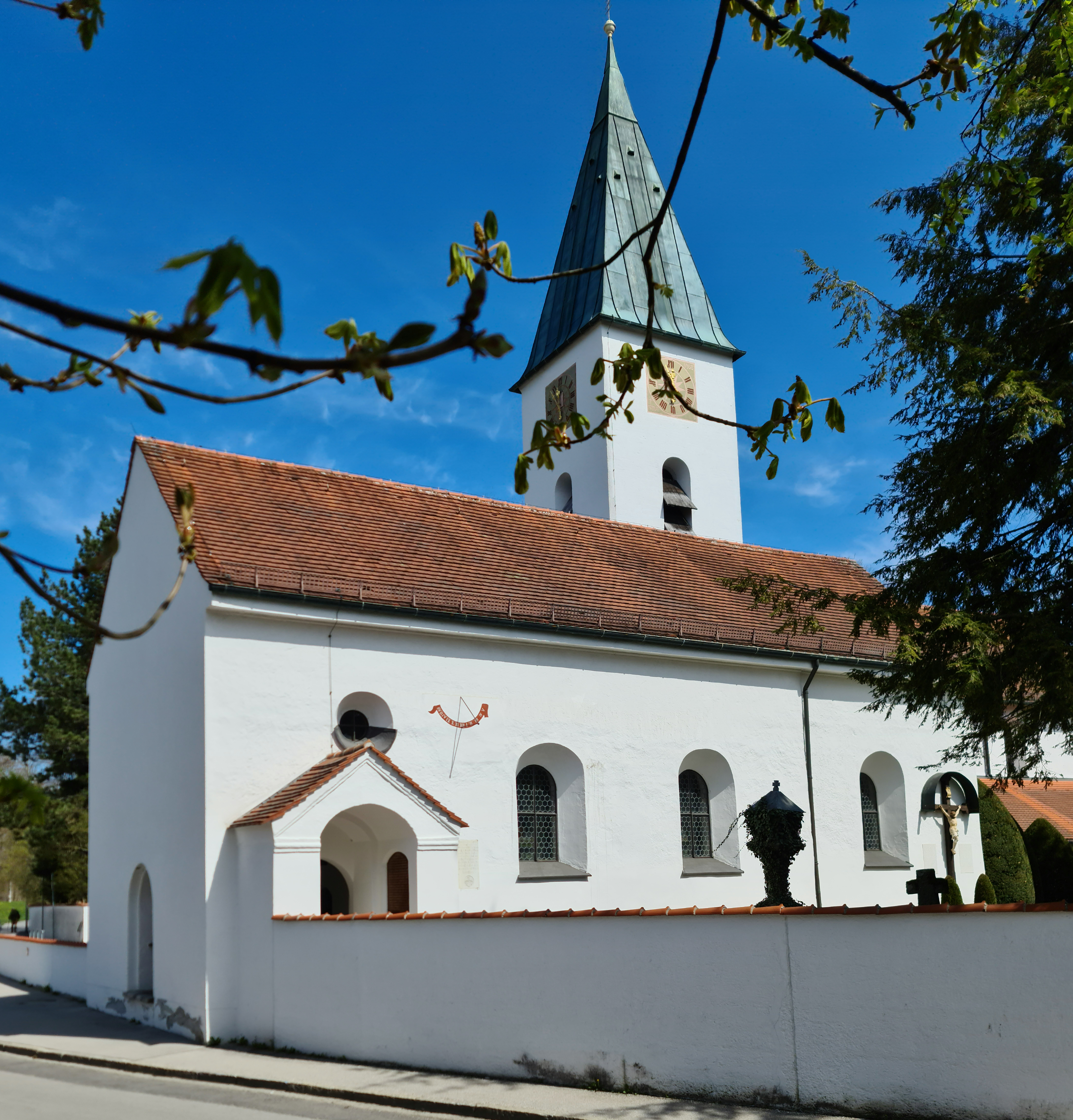
St. Peter und Paul in Grünwald

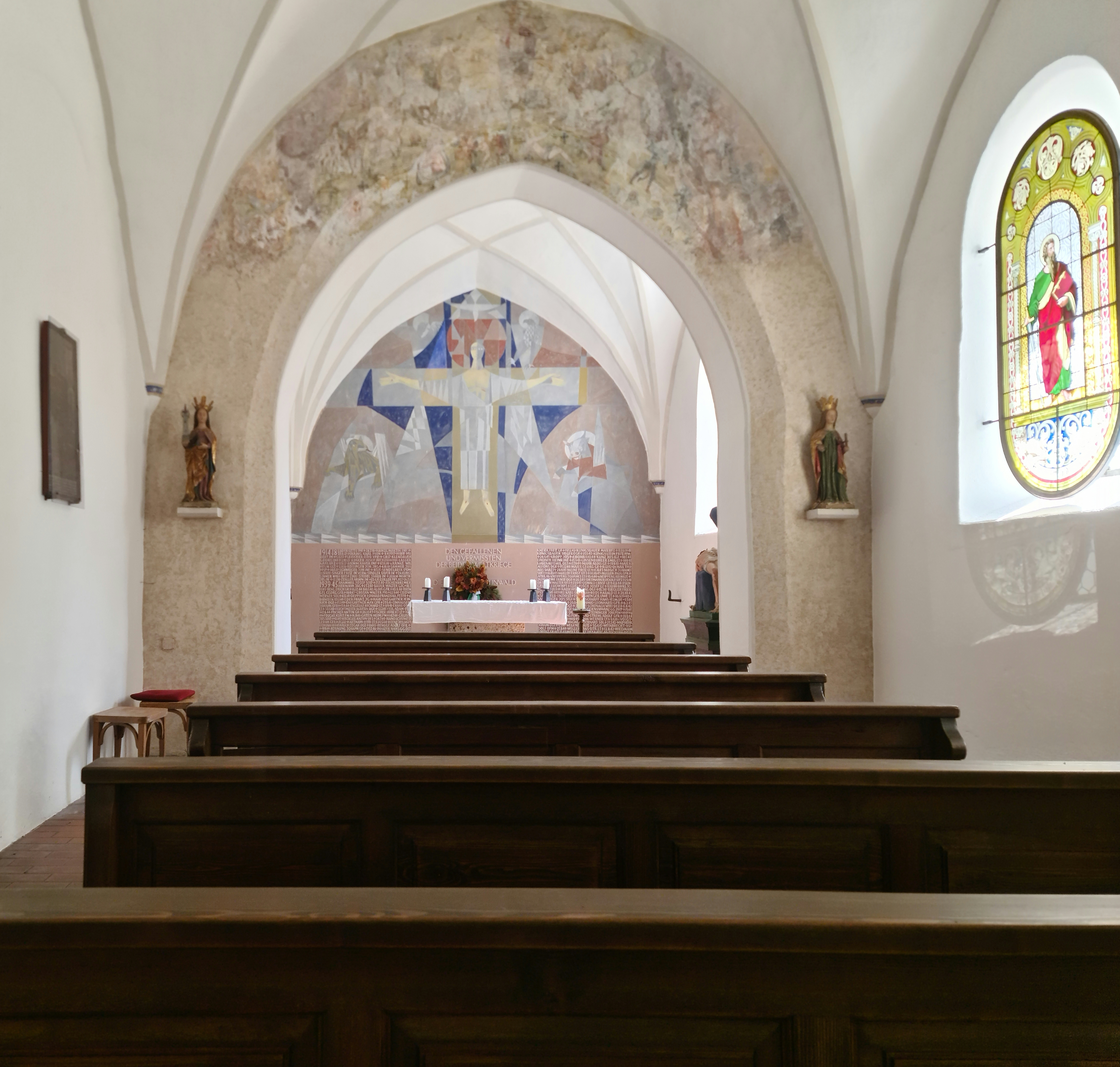
Innenansicht

Die heute als  Kriegerdenkmal dienende ehemalige römisch-katholische Pfarrkirche St. Peter und Paul steht in Grünwald, einer Gemeinde im oberbayerischen Landkreis München. Das Bauwerk ist in der Liste der Baudenkmäler in Grünwald als Baudenkmal unter der Nr. D-1-84-122-14 eingetragen.

## Beschreibung
Die spätgotische Saalkirche besteht aus dem Langhaus, dem eingezogenen Chor im Osten und dem 1848 hinzugefügten Chorflankenturm an der Nordwand des Chors. Sie wurde 1938/39 mit dem Neubau von Michael Steinbrecher verbunden.

## Orgel

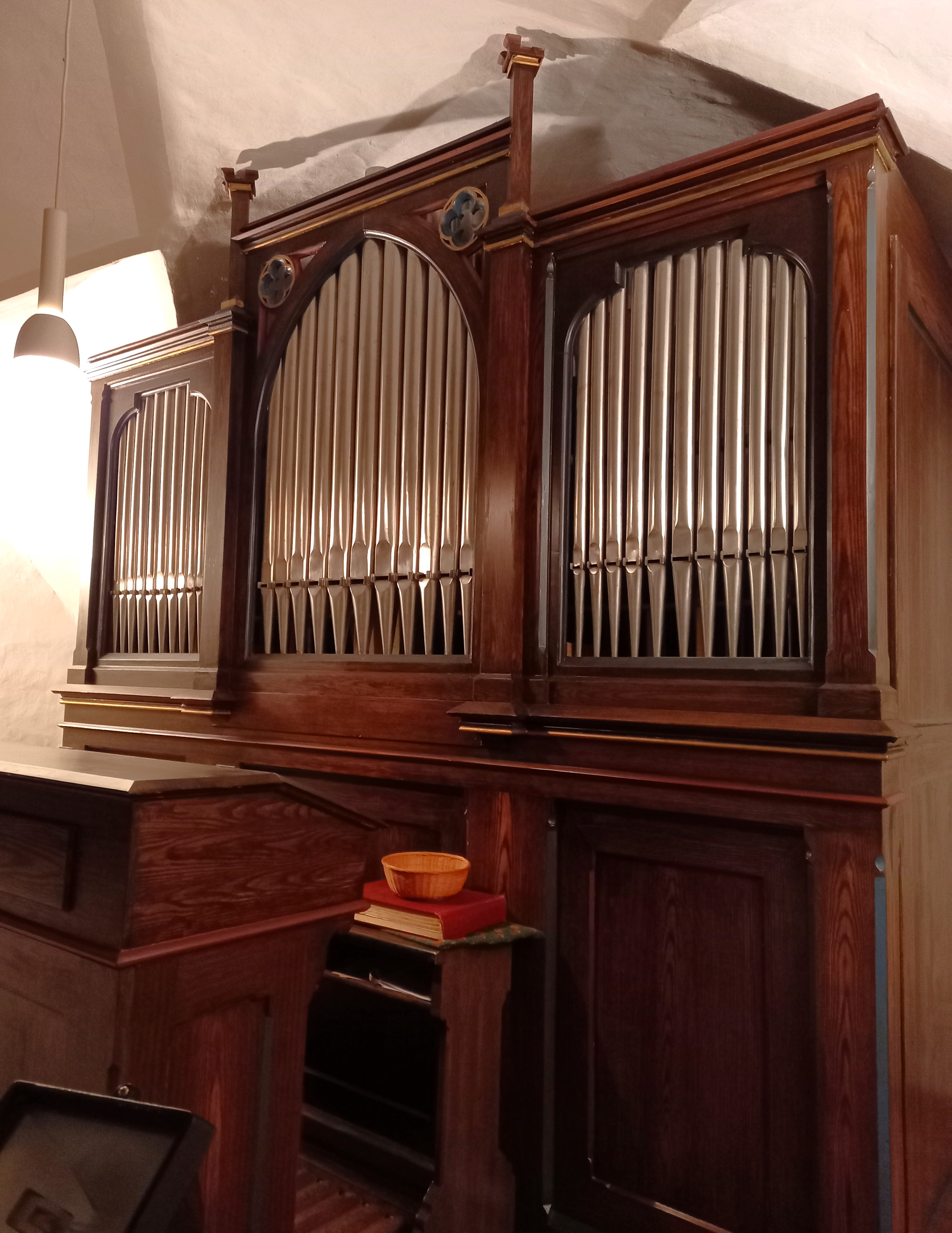
Orgel

Die Orgel mit sechs Registern auf einem Manual und Pedal wurde 1893 von Franz Borgias Maerz mit mechanischen Kegelladen neu gebaut. Die Disposition lautet:
| Manual       |    |
| Principal    | 8′ |
| Gedeckt      | 8′ |
| Salicional   | 8′ |
| Octav        | 4′ |
| Traversflöte | 4′ |

| Pedal  |     |
| Subbaß | 16′ |

- Koppeln: M/P